# Moto Guzzi V7 II
Die Moto Guzzi V7 II ist ein Motorrad der Kategorie Roadster, das der italienische Hersteller Moto Guzzi von 2014 bis 2016 in Mandello del Lario baute. Das als „moderner Klassiker“ („modern classic“) positionierte Motorrad wurde am 26. September 2014 auf der Intermot in Köln vorgestellt und ab November 2014 ausgeliefert (Modelljahr 2015). Äußerlich unterscheidet es sich kaum vom Vorgängermodell V7 (2008–2014).
Die Verkaufsbezeichnung V7 wurde 2008 als marketingstrategische Reminiszenz an die erfolgreiche, ursprüngliche Modellreihe V7 (gebaut von 1967 bis 1976) wiedereingeführt. Eigentlich hätte die neue Generation ab 2008 V7 II genannt werden können. Moto Guzzi verwendete jedoch die Verkaufsbezeichnung V7 II erst beim Modelljahr 2015.
2016 brachte Moto Guzzi das auf 1000 Exemplare begrenzte Sondermodell V7 II Stornello als Scrambler auf den Markt. Die Bezeichnung Stornello, auf Deutsch: kleiner Star (Vogel), und die Lackierung erinnern an die Stornello 125 Scrambler, die von 1971 bis 1974 gebaut wurde.

## Marktsituation
Konkurrenzmodelle der V7 II mit zum Teil deutlich besserer Charakteristik waren bei der Einführung hauptsächlich die Triumph Bonneville (T100, T120, Street Twin), die Kawasaki W 800 sowie der Ducati Scrambler.

## Konstruktion

### Antrieb
Der längs eingebaute luftgekühlte Zweizylinder-Viertaktmotor ist waagerecht, d. h. im Vergleich zur Vorgängerin um vier Grad nach vorn geneigt, und zehn Millimeter tiefer eingebaut. Er erbringt aus 744 cm³ Hubraum eine Nennleistung von 35 kW (48 PS) bei einer Drehzahl von 6250 min−1 (exakt das erlaubte Maximum für den A2-Führerschein) und ein maximales Drehmoment von 60 Nm bei 3000 min−1. Der V-Motor hat einen Zylinderwinkel von 90 Grad, wie alle V-Motoren von Moto Guzzi seit 1967. Die zwei Zylinder haben eine Bohrung von 80 mm, die Kolben einen Hub von 74 mm; das Verdichtungsverhältnis beträgt 10,5 : 1. Eine unten liegende Nockenwelle steuert über Stößel, Stoßstangen und Kipphebel je ein Ein- und Auslassventil in den zwei seitlich herausragenden Zylinderköpfen des Viertaktmotors.
Das Gemisch wird von einer elektronisch geregelten Saugrohreinspritzung gebildet. Der Kraftstofftank ist aus Stahl und fasst 21 Liter, davon sind 4 Liter Reserve. Bei einem Verbrauch von 4,5 l/100 km gemäß Herstellerangabe ergibt sich eine theoretische Reichweite von ca. 460 km. Ein mit Hilfe von zwei Lambdasonden geregelter Drei-Wege-Katalysator behandelt das Abgas nach, damit unterschreitet das Motorrad die Schadstoffgrenzwerte der Euro-3-Abgasnorm. Die Auspuffanlage mit zwei Schalldämpfern besteht aus nichtrostendem Edelstahl.
Anders als das  Vorgängermodell hat die V7 II eine mechanisch betätigte Einscheiben-Trockenkupplung. Außerdem wurde das Getriebe verändert. Es ist ein neu konstruiertes Sechsganggetriebe mit verbesserter Schaltpräzision. Die Getriebeausgangswelle sitzt nun 5 cm tiefer, so dass der Knickwinkel zur Kardanwelle verringert wurde.
Das Motorrad erreicht eine Höchstgeschwindigkeit von ca. 165 km/h.

### Rahmen und Fahrwerk
Die V7 II hat einen im Vergleich zum Vorgängermodell kaum veränderten Doppelschleifenrohrrahmen aus Stahl mit geschraubten Unterzügen. Die Motor-Getriebe-Einheit ist mittragend.
Das Vorderrad wird von einer Teleskopgabel mit 40 mm Standrohrdurchmesser und 130 mm Federweg geführt;
hinten ist es eine Zweiarmschwinge an Feder-Dämpfer-Einheiten (Federbeinen) mit 111 mm Federweg (V7 II Racer 96 mm). Die Kraft überträgt ein Kardanantrieb mit einer Welle im rechten Schwingarm an das Hinterrad. Wie bei allen Guzzi-Modellen mit der 1977 eingeführten, sogenannten „Small-Block“-Antriebskonstruktion ist die Schwinge drehbar gelagert direkt am Getriebegehäuse angeschraubt.
Das Motorrad wiegt trocken 190 kg.

### Bremsanlage
Am Vorderrad hat die V7II eine hydraulisch betätigte Einscheibenbremse mit Vierkolben-Festsattel. Der Durchmesser der halbschwimmend gelagerten Bremsscheibe beträgt 320 mm. Hinten ist es eine ebenfalls hydraulisch betätigte Scheibenbremse mit 260 mm Durchmesser und Doppelkolben-Schwimmsattel. Neu sind ein 2-Kanal-Antiblockiersystem und eine abschaltbare Traktionskontrolle MGCT (italienisch: Moto Guzzi Controllo di Trazione).

## Kritiken
„Die Neuerungen an der V7 II (Motorneigung, Getriebe, ABS, ASR und Fußrastenposition) sind allesamt gelungen und verbessern die Maschine aus technischer Sicht. Optisch wurde zum Glück nichts geändert. Denn die V7 II schaut einfach mörderisch fesch aus. Geblieben sind die 48 PS. Dabei würden ihr 70 wirklich gut stehen.“